# Czarnowo Wielkie

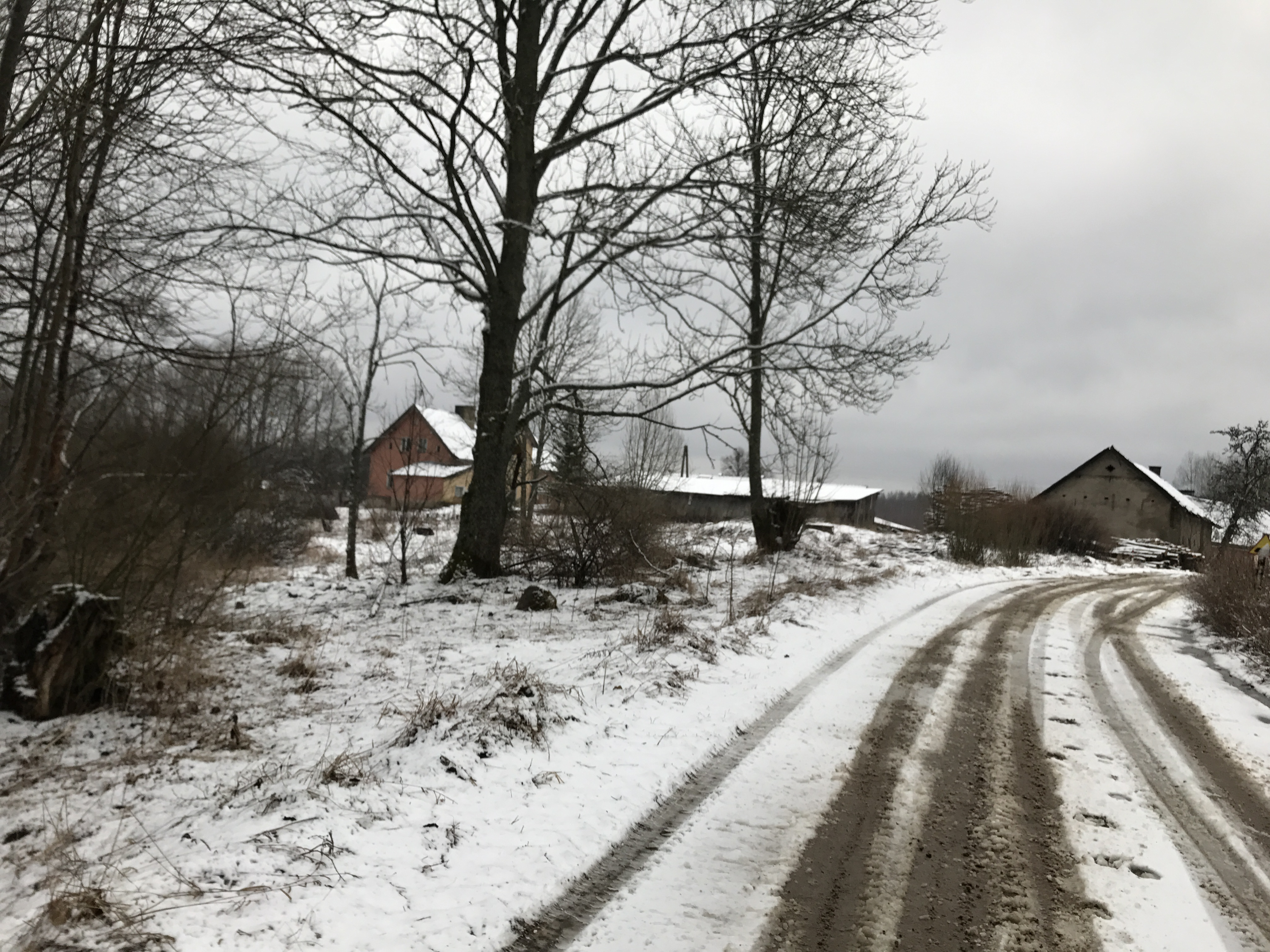
Czarnowo Wielkie

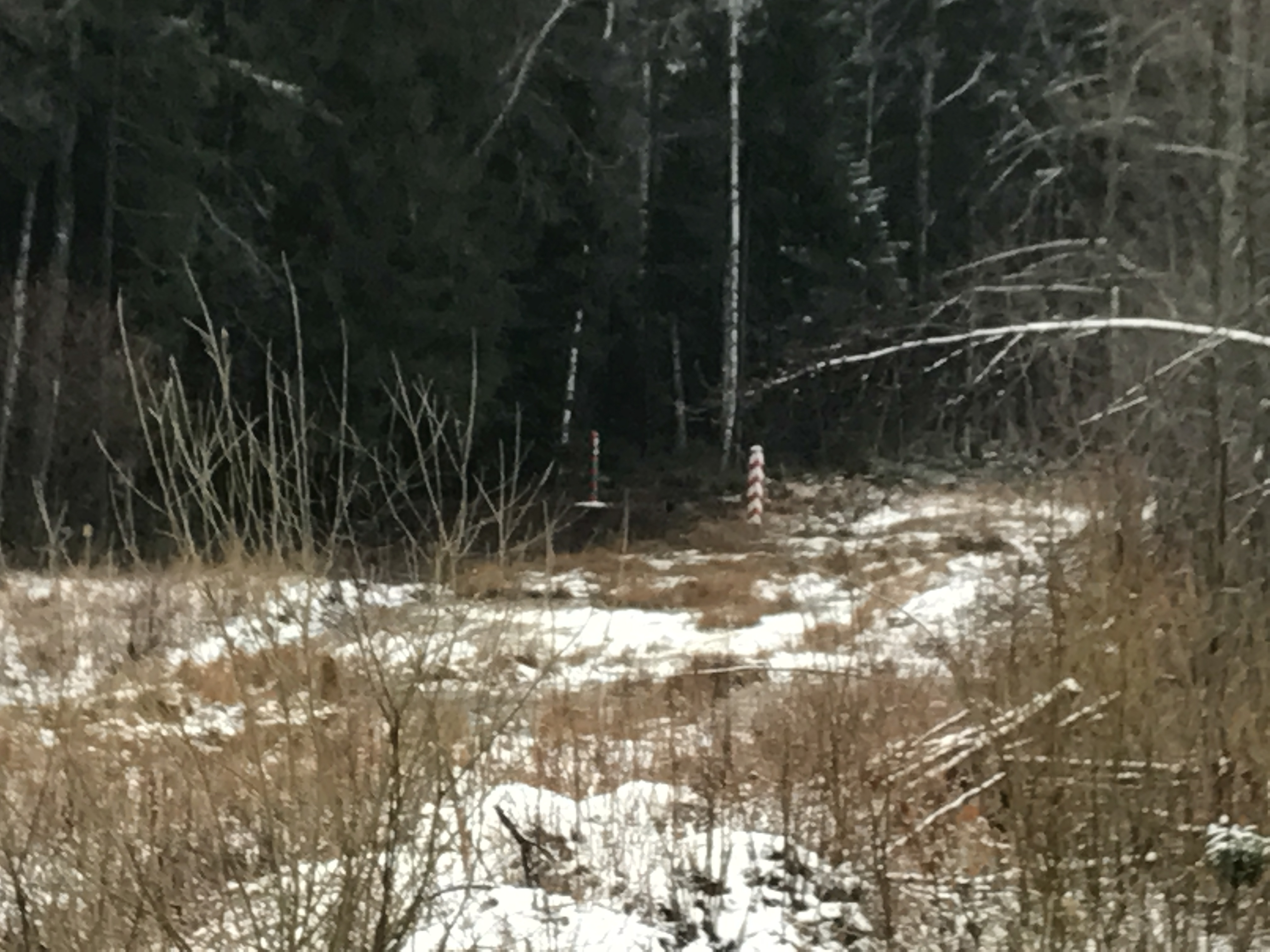
Pools-Russische grens nabij Czarnowo Wielkie

Czarnowo Wielkie (Duits: Groß Jodupp; 1938-1945: Holzeck) is een plaats in het Poolse woiwodschap Ermland-Mazurië, gelegen in de district Gołdapski, vlak bij de grens met de Russische exclave Kaliningrad. De plaats maakt deel uit van de stad- en landgemeente Gołdap. De plaats is ook bekend onder de naam Czarnówko.

## Sport en recreatie
Door deze plaats loopt de Europese wandelroute E11. De E11 loopt van Den Haag naar het oosten, naar de grens Polen/Litouwen. Ter plaatse komt de route van het zuidwesten van Jurkiszki en vervolgt door het landschapspark Puszcza Romincka langs de grens met de exclave Kaliningrad en aansluitend naar Stańczyki.